# Мірошниченко Анна Вікторівна
Анна Мірошниченко (13 листопада 1983 , Суми ) — українська журналістка і телеведуча, відома роботою на українському 5 каналі телебачення. Ведуча авторської проект-інтерв'ю програми «Хто з Мірошниченко».

## Життєпис
Народилася в Сумах, де навчалася в школі № 17, 2005 року з відзнакою закінчила філологічний факультет Сумського педагогічного університету за спеціальністю: вчитель української мови та літератури, вчитель англійської мови та зарубіжної літератури.
2005—2007 — працювала в Сумській державній телерадіокомпанії, спершу спеціальним кореспондентом у відділі обласного радіо, згодом — журналіст у відділі телебачення.
З серпня 2007 — журналіст «Часу новин» на 5 каналі, далі працювала парламентським журналістом, робила інформаційні включення з Верховної ради України. 2017 стала ведучою «Часу новин». З червня 2019 року є ведучою підсумково-аналітичного тижневика «Час. Підсумки тижня». Працює над проєктом «Велика політика» і авторським проект-інтерв'ю «Хто з Мірошниченко».
2022 року взяла участь в зйомках «оголеного календаря», де моделями виступили працівниці 5 каналу, календар було створено на підтримку ЗСУ, він отримав широкий розголос в українському суспільстві.

## Громадянська позиція
Анна виступає за посилення захисту української мови. Підписалася разом із іншими журналістами під зверненням до законодавців не змінювати закон «Про забезпечення функціонування української мови як державної» шляхом правок, які могли б відтермінувати введення деяких норм, або вводити непоширення його норм на сферу телебачення.